# Kőrösös
Kőrösös (ukránul: Кіреші) település Ukrajnában, a Kárpátalján, a Huszti járásban. A falu Huszt városi község (hromada) tagja.

## Fekvése
Huszt mellett, attól keletre fekvő település. A település délnyugati részén található a Nárciszok völgye, amely 1992 óta az UNESCO Bioszféra-rezervátuma része. A ritkaságszámba menő, keskenylevelű nárcisz élőhelyéül szolgáló terület kiterjedése eredetileg 257 hektár volt, de a terület a fűzcserje terjedése miatt évente egy hektárnyival zsugorodik. A rendszerint május elején virágzó nárciszmező Kárpátalja egyik legnevezetesebb természeti látványossága, a Kárpáti bioszféra-rezervátum része.

## Nevezetességek
- Nárciszok völgye a település határában.

## Galéria

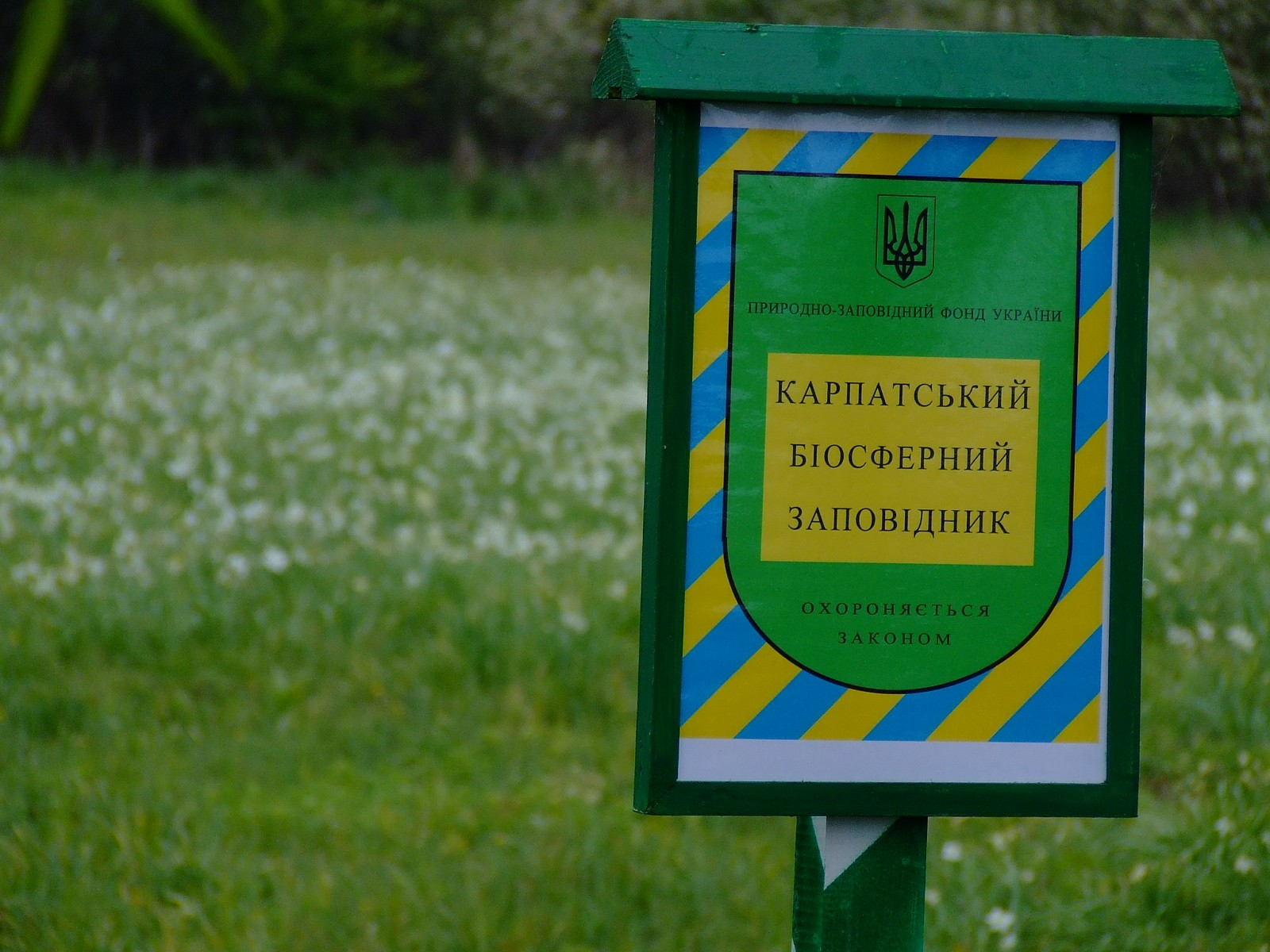
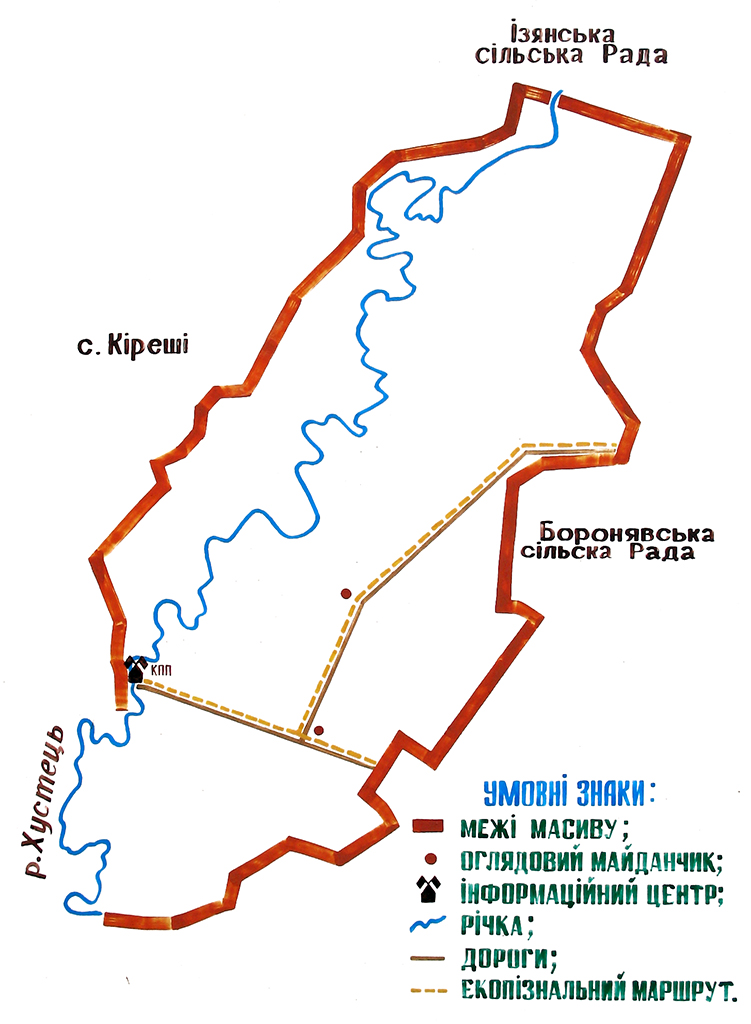
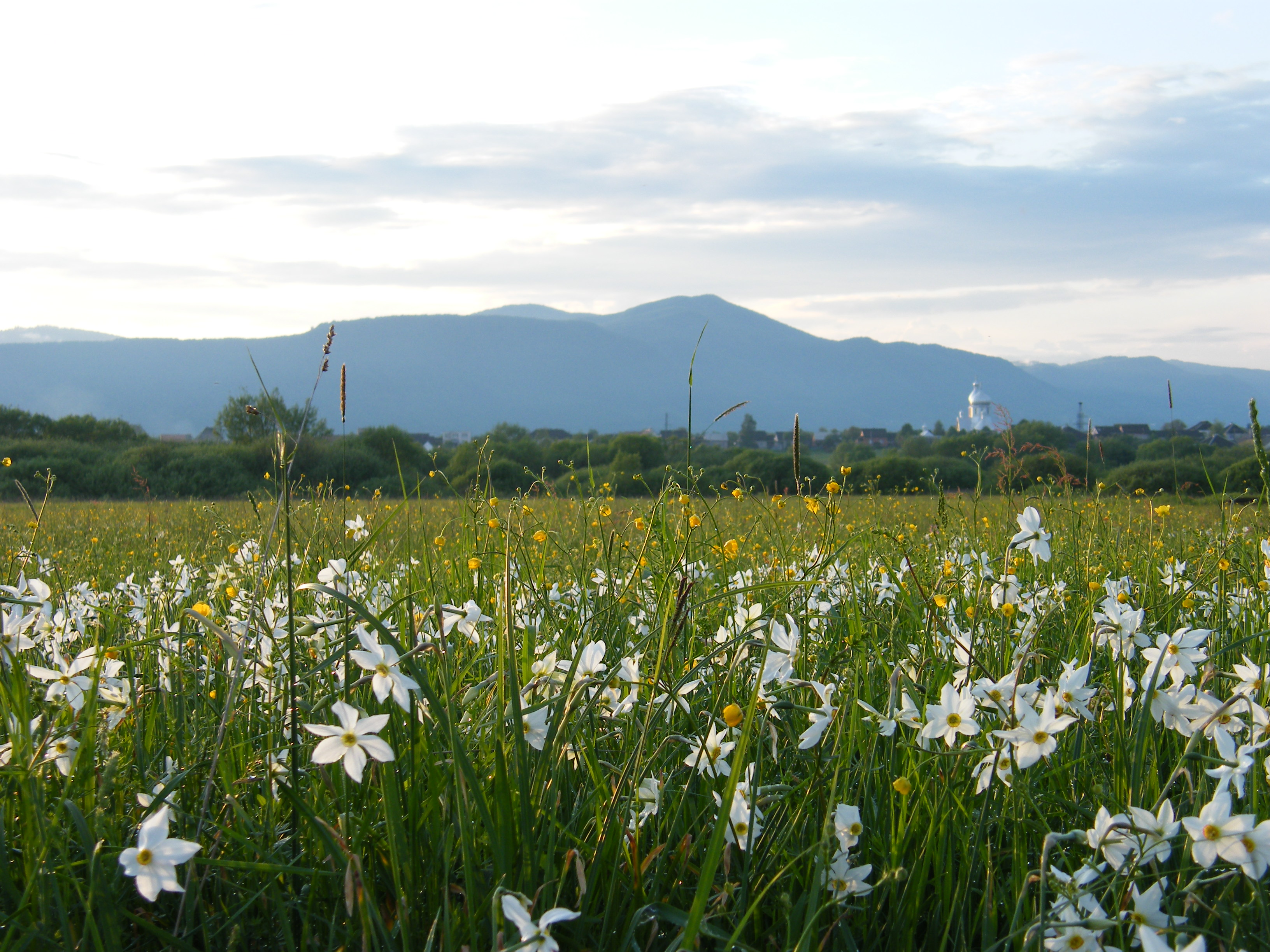
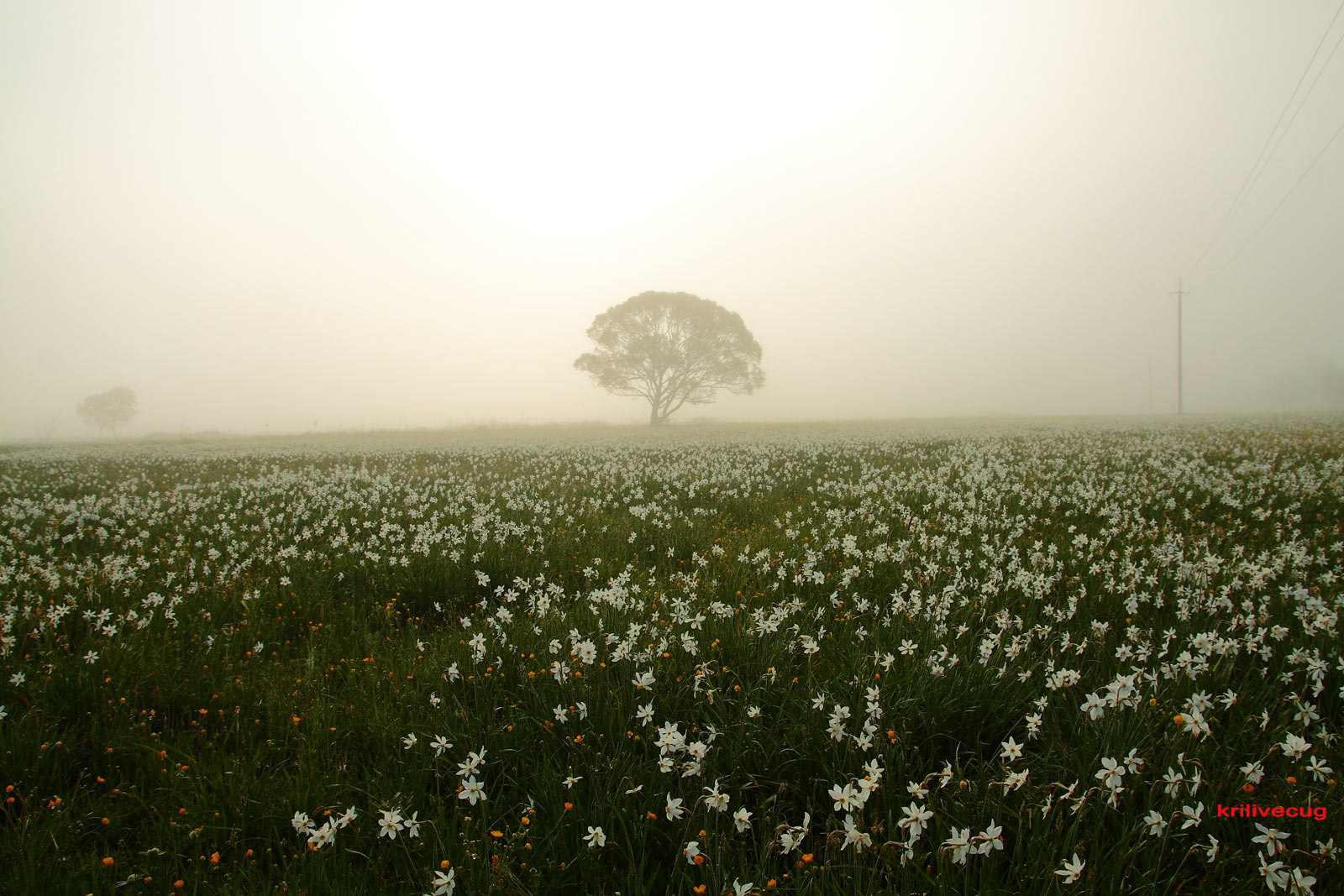
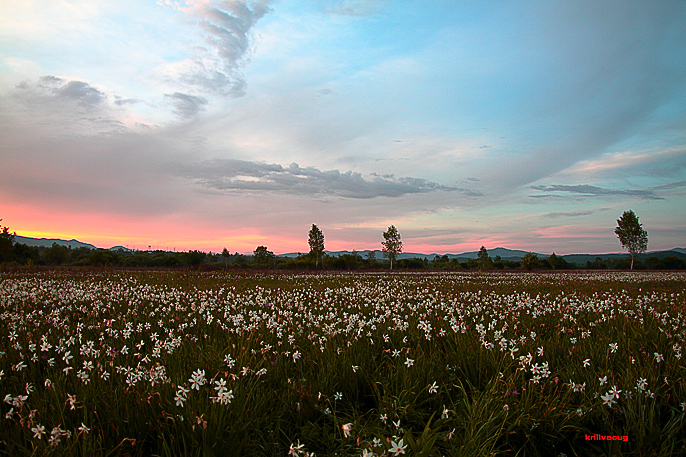
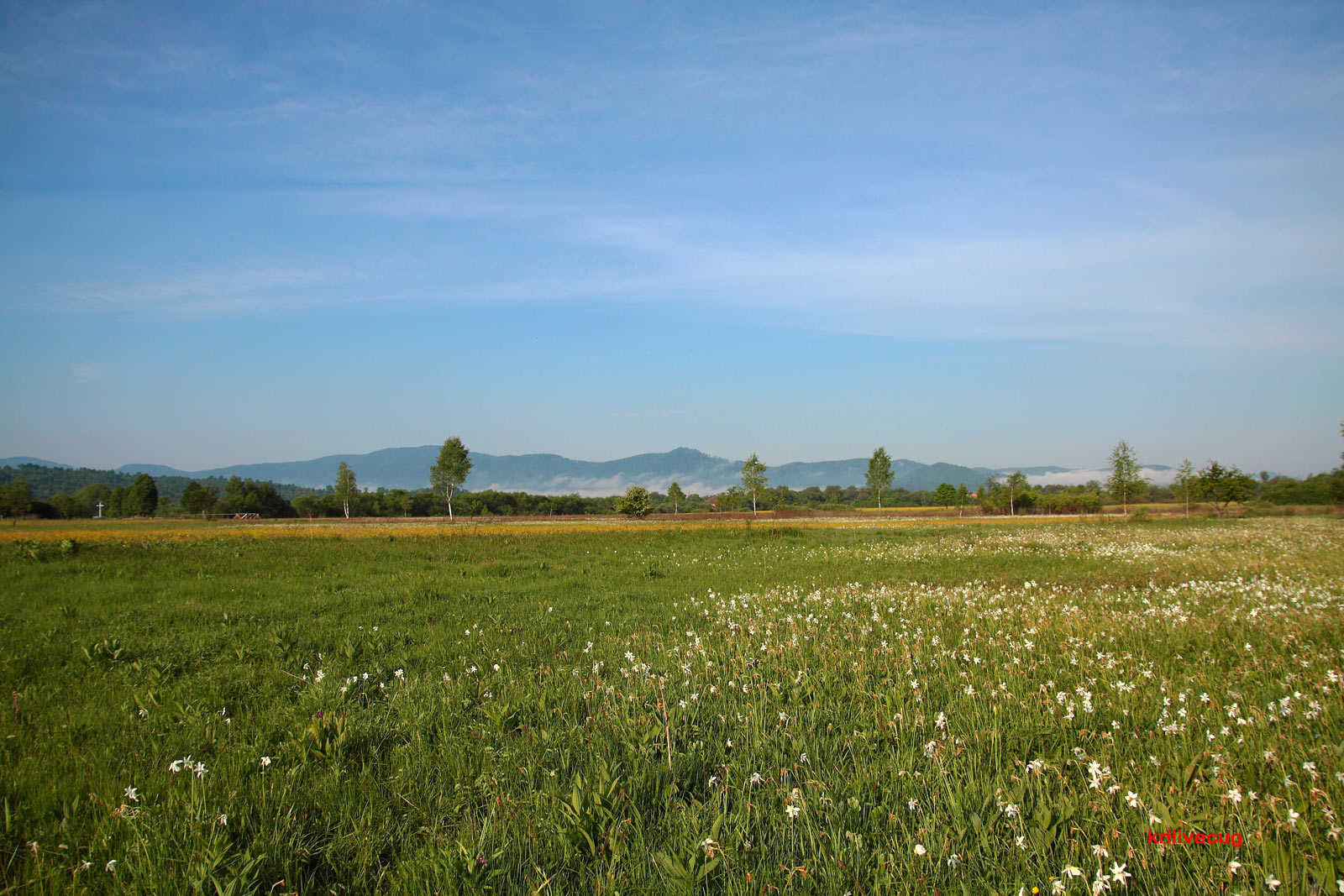
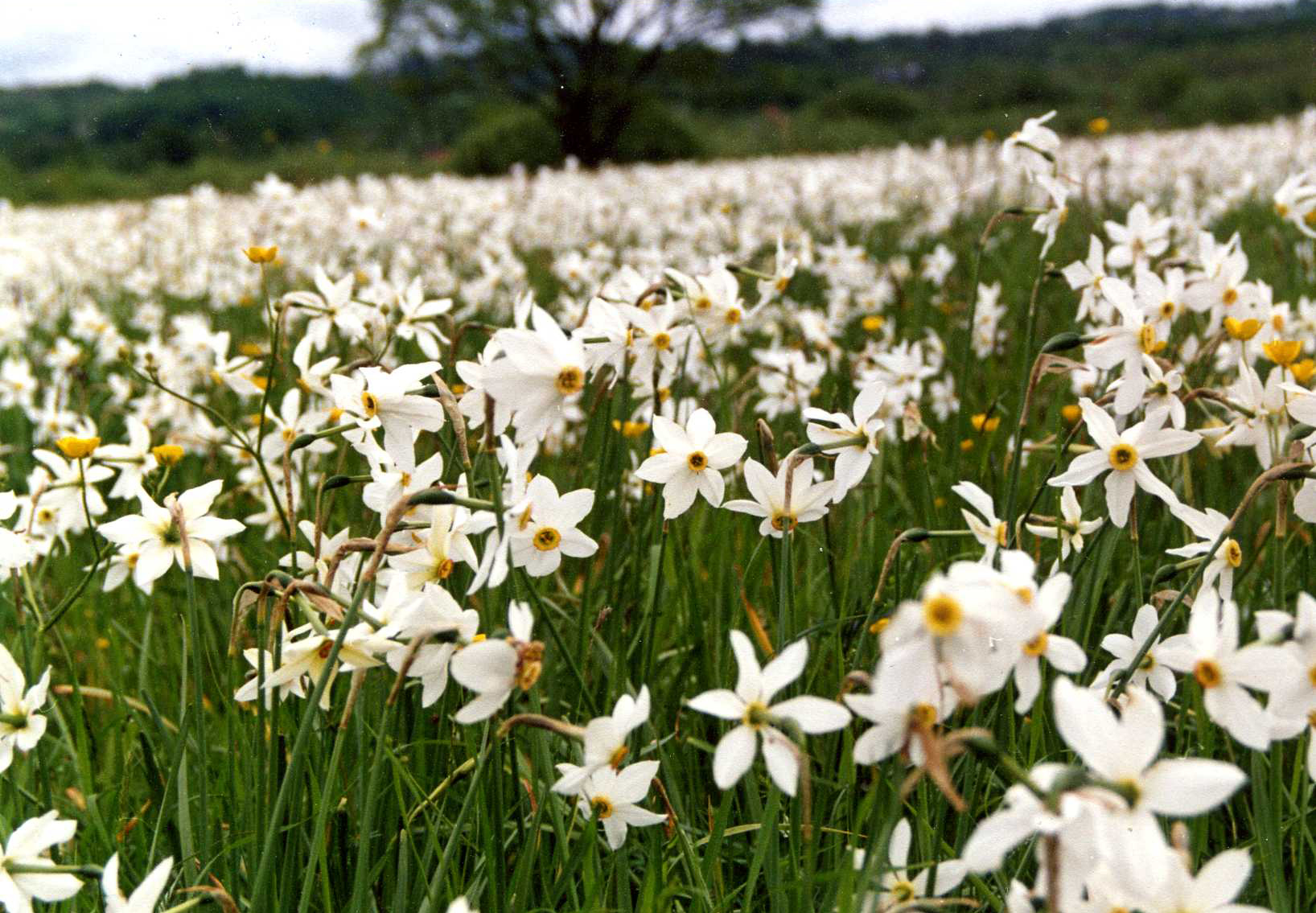